# Атерина середземноморська
Атерина середземноморська (Atherina hepsetus) — вид риб з родини атеринових (Atherinidae). Пелагічно-нерітична, солонуватоводна / морська риба.

## Характеристика

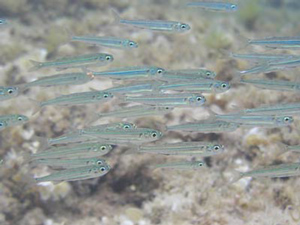
Зграйка атерин Atherina hepsetus

Загальна кількість рядів лусок на бічній лінії 59-65. Анальний плавець має 10-12 1/2 променів. Сягає максимальної довжини 20,0 см, зазвичай до 15 см.

## Ареал
Поширена в східній Атлантиці: узбережжя Іспанії та Марокко, включно Мадейру і Канарські острови. Також в західній частині Середземного, в Адріатичному і Чорному морях.